# Givry (Luxemburg)
Givry is een dorp in de Belgische provincie Luxemburg. Het ligt in Flamierge, een deelgemeente van Bastenaken. Het dorpscentrum ligt ongeveer 3,5 kilometer ten noordoosten van het dorpscentrum van Flamierge.

## Geschiedenis
Op het eind van het ancien régime werd Givry een gemeente. In 1823 werden bij een grote gemeentelijke herindeling in Luxemburg veel gemeenten samengevoegd en Givry werd, net als Givroulle en Roumont, aangehecht bij de gemeente Flamierge.

## Bezienswaardigheden
- De Église Saint-Paul

Deelgemeenten: Bastenaken · Bertogne ·Flamierge ·Longchamps · Longvilly · Noville · Villers-la-Bonne-Eau · Wardin

Overige dorpen: Al-Hez · Arloncourt · Benonchamps · Berhain · Bethomont · Bizory · Bourcy · Bras · Champs · Cobru · Compogne · Fagnoux · Fays · Flamisoul · Foy · Frenet · Gives · Givroulle · Givry · Hardigny · Harzy · Hemroulle · Horritine · Isle-la-Hesse · Isle-le-Pré · Livarchamps · Losange · Lutrebois · Lutremange · Luzery · Mande-Saint-Étienne · Mageret · Marenwez · Marvie · Michamps · Moinet · Monaville · Mont · Neffe · Oubourcy · Rachamps · Recogne · Remoifosse · Rolley · Rouette · Roumont · Salle · Savy · Senonchamps · Troismont · Tronle · Vaux · Wicourt · Wigny · Withimont

Belgische gemeenten · Arrondissement Aarlen · Luxemburg · Wallonië